# Ким Сунгкју
Ким Сунгкју (кореј. 김승규_(축구_선수; 30. септембар 1990) јужнокорејски је фудбалер који тренутно наступа за Висел Кобу и репрезентацију Јужне Кореје као голман.
Познат је по изузетно брзим рефлексима.

## Клупска каријера
Након што је завршио средњу школу, изабран је на драфту 2006. године, од стране Улсан хјундаија и прве четири сезоне провео је играјући за јуниорски тим. За први тим, у К лиги дебитовао је 2008. године. У сезони 2013 изабран је у идеални тим лиге због изванредних перформанси. Године 2016 прешао је у јапански Висел Кобе.

## Репрезентативна каријера
За сениорску репрезентацију Јужне Кореје дебитовао је 14. августа 2013. године на утакмици против Перуа, утакмица је завршена без голова. До До краја године бранио је на још двије пријатељске утакмице, док је и 2014. бранио на три пријатељске утакмице. Након двије утакмице без примљеног гола, бранио је против Костарике у поразу 3:1.
Ушао је у састав тима за Свјетско првенство 2014, гдје је био други голман и није бранио на прве двије утакмице групне фазе, али је због лоших издања првог голмана — Чона Рјонсона, на утакмици против Алжира, Сунгкју добио прилику да брани на утакмици последњег кола против Белгије. Сунгкју је одбранио доста удараца, али је Белгија славила 1:0, голом Јана Вертонгена. Упркос поразу, Сунгкју је оцијењен добро од стране навијача, због само једног примљеног гола од против једне од најбољих свјетских репрезентација. Након првенства, постао је први голман Јужне Кореје. Именован је као вајл кард играч за јужнокорејску репрезентацију до 23 године, на Азијским играма 2014, гдје је помогао тиму да освоји златну медаљу, први пут послије 28 година; побиједивши у финалу Сјеверну Кореју 1:0, након продужетака, голом у 121 минуту. Јужна Кореја је остварила све победе, а Ким, који је бранио на шест утакмица, није примио ниједан гол и поштеђен је од обавезног служења војног рока.
У мају 2018 нашао се на прелиминарном списку играча за Свјетско првенство 2018. Нашао се и на коначном списку, очекивало се да буде први голман репрезентације и дат му је број 1. Ипак, прије почетка првенства, на тренинзима Чо Хјонву се изборио за стартног голмана и бранио је на све три утакмице групне фазе; Кореја је изгубила од Шведске и Мексика, побиједила Њемачку 2:0 и заузела треће мјесто у групи.

## Трофеји

### Клуб
Улсан хјундаи
- АФК Лига шампиона: 2012

### Репрезентација
Јужна Кореја до 23
- Азијске игре: 2014

Јужна Кореја
- АФК Азијски куп друго мјесто: 2015
- Првенство Источне Азије: 2015

### Индивидуално
Улсан хјундаи
- Идеални тим лиге: 2013.